# Везона
Везона (фр. Veysonnaz) — громада  в Швейцарії в кантоні Вале, округ Сьйон.

## Географія
Громада розташована на відстані близько 85 км на південь від Берна, 5 км на південний захід від Сьйона.
Везона має площу 1,1 км², з яких на 25,6% дозволяється будівництво (житлове та будівництво доріг), 29,1% використовуються в сільськогосподарських цілях, 44,4% зайнято лісами, 0,9% не є продуктивними (річки, льодовики або гори).

## Демографія
2019 року в громаді мешкало 590 осіб (+4,1% порівняно з 2010 роком), іноземців було 16,8%. Густота населення становила 518 осіб/км².
За віковим діапазоном населення розподілялося таким чином: 18,8% — особи молодші 20 років, 57,6% — особи у віці 20—64 років, 23,6% — особи у віці 65 років та старші. Було 274 помешкань (у середньому 2,1 особи в помешканні).
Із загальної кількості 277 працюючих 24 було зайнятих в первинному секторі, 24 — в обробній промисловості, 229 — в галузі послуг.